# 香港聖公會何明華會督中學
香港聖公會何明華會督中學（英語：HKSKH Bishop Hall Secondary School）是一所由香港聖公會主辦的基督教中學，校舍位於九龍秀茂坪曉光街82號，屬觀塘區校網。學校成立於1978年，現在是香港津貼中學議會成員學校之一，校訓為「崇德尚藝」。

## 歷史
香港聖公會何明華會督中學前身為「何明華會督職業訓練學校」，創立於1978年9月，以第七任維多利亞主教及聖公會港澳教區首任會督何明華命名。學校最初以紅磡聖匠職業訓練學校（今聖公會聖匠中學）為校址，在創校翌年遷至位於秀茂坪的現校舍，後於1997年左右翻新並擴建新翼。
學校於1999年轉型為文法中學，以中文為主要教學語言，並於2014年改為男女校。

## 歷任校長
- 吳克進先生（1978－1997）：前聖匠職業訓練學校校長[2]
- 鄺秀芝女士（1997－2017）：教育碩士[2]
- 金偉明先生（2017－）：香港電腦教育學會榮譽主席、電腦科學碩士、應用數學碩士[3]

## 著名校友
- 王寧添：香港理工大學屋宇設備工程學系副教授、浸信會永隆中學第三任校監、香港培正小學現任校監[4]
- 池嘉邦：香港聖公會西九龍教區總幹事及諸聖座堂堂牧[5]
- 張松枝：香港藝人

## 照片

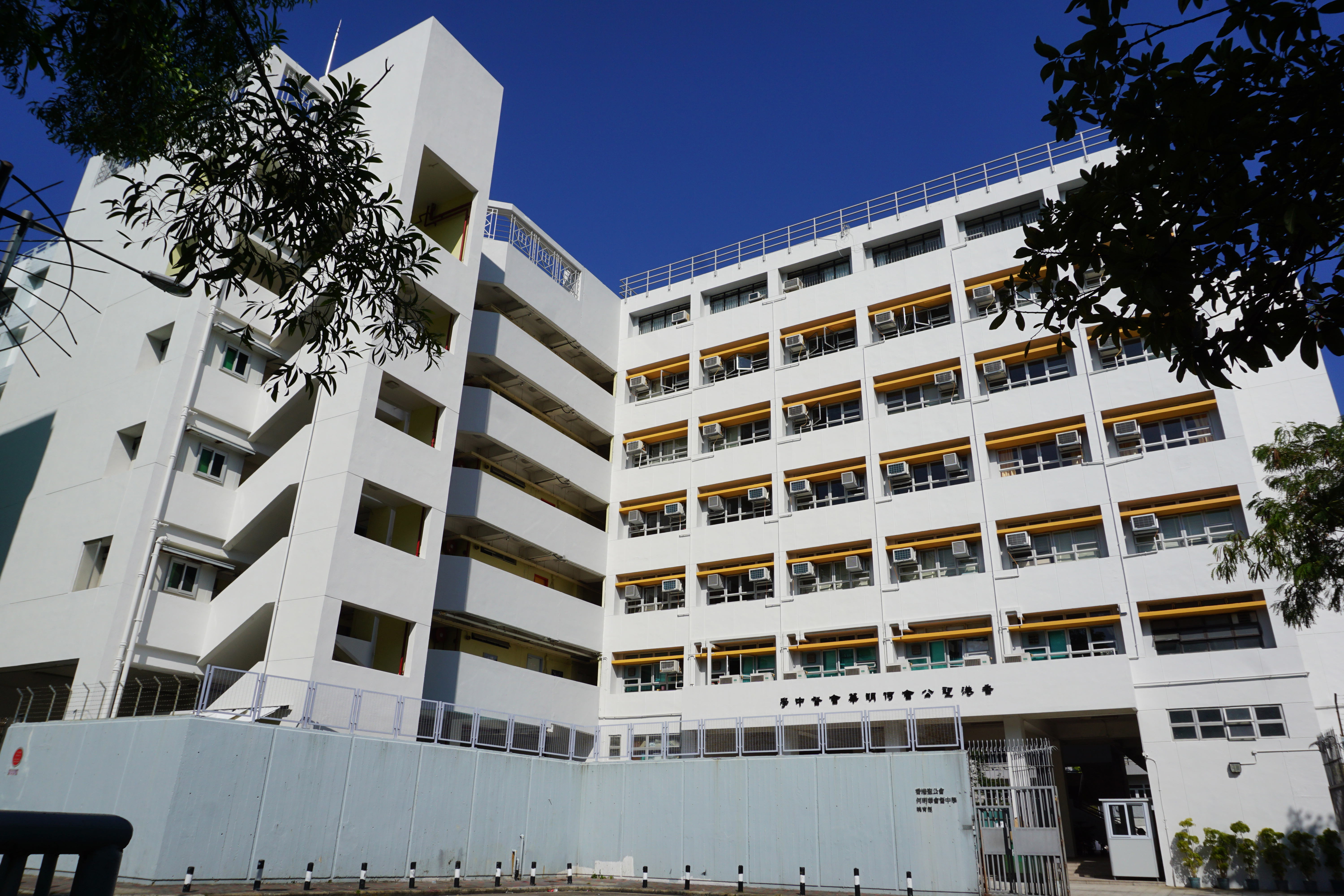
校舍西南面
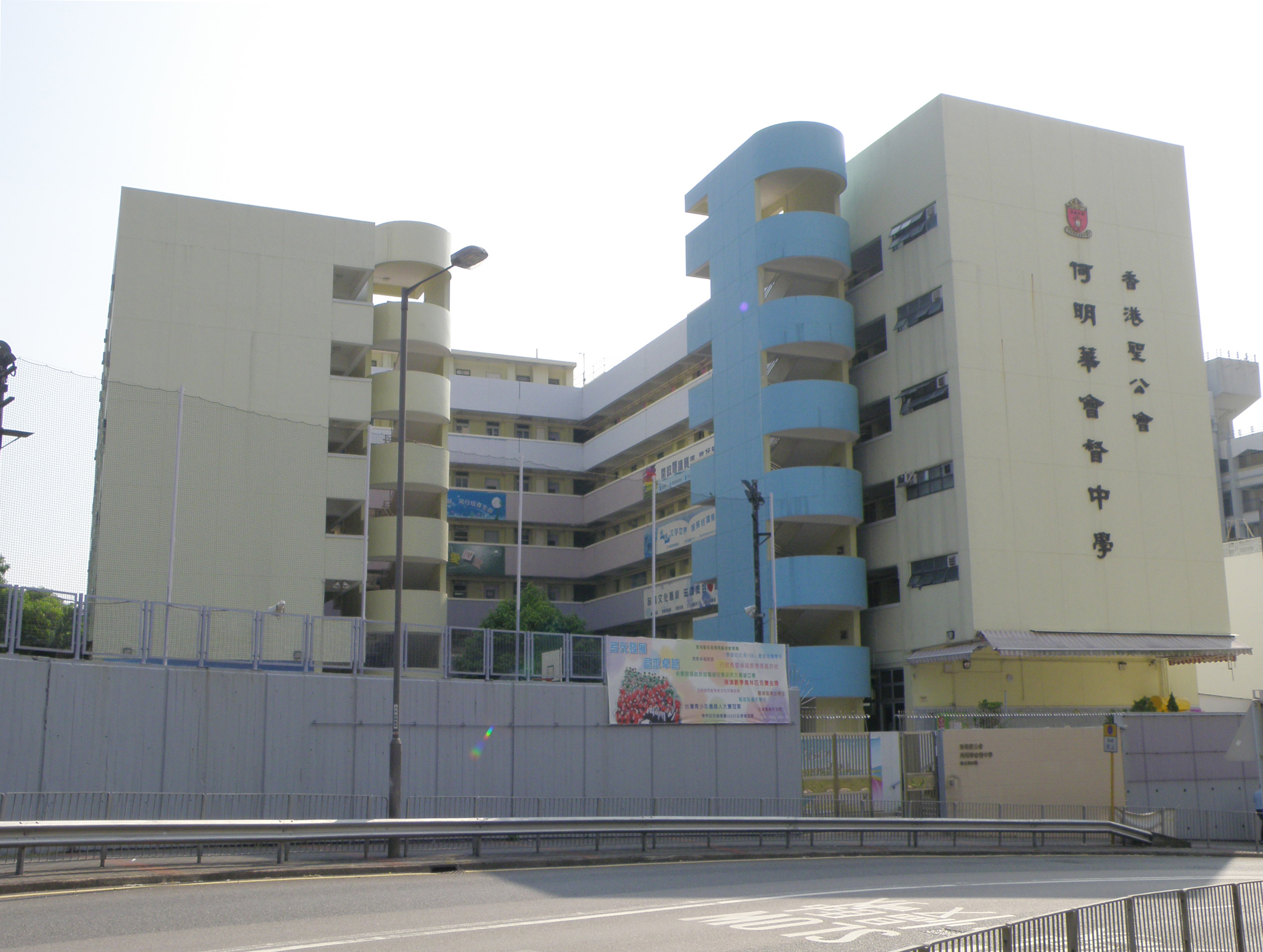
翻油前的校舍東北面